# 중성자 방출
중성자 방출(Neutron emission)은 방사성 감쇠 과정의 일종으로, 과잉 중성자를 가진 원자가 원자핵으로부터 중성자를 방출하는 과정이다. 중성자를 방출하는 동위원소의 예로는, 헬륨-5와 베릴륨-13이 있다.

## 같이 보기
- 양성자 방출